# Bavaria City Racing 2008
Bavaria City Racing is een Formule 1-demonstratie en parade van internationale raceauto's en coureurs uit de hoogste raceklassen.
In 2008 vond dit evenement plaats op 17 augustus. Het evenement was weer voor het grootste deel gratis toegankelijk. 
Ook dit jaar draait het evenement om de Formule 1, maar zullen er ook demonstraties van andere raceklassen zijn. Het thema dit jaar is nieuwe energie waarbij er aandacht wordt besteed aan milieuvriendelijke auto's en alternatieve brandstoffen.